# Гаузен-об-Ферена
48°03′14″ пн. ш. 8°43′30″ сх. д. / 48.053888888889° пн. ш. 8.725° сх. д.
Гаузен-об-Ферена (нім. Hausen ob Verena) — громада в Німеччині, в землі Баден-Вюртемберг.
Підпорядковується адміністративному округу Фрайбург . Входить до складу району Тутлінген. Населення становить 750 осіб (на 31 грудня 2010 року) . Займає площу 5,87 км.

## Культурна спадщина
На території громади розташована «гора-свідок» Гогенкарпфен з руїнами замку.
Неподалік Гаузена-об-Верена розташований музей Художньої фундації Гогенкарпфен. Щороку тут організовують дві-три тимчасові виставки, присвячені мистецтву південно-західної Німеччини 19 і 20 століть.
Церква Святого Стефана з 15 століття містить вотивну картину Ганса III фон Карпфена для його дружини Урсули, уродженої фон Райшах, яка померла в 1559 році, з тогочасним зображенням замку Гогенкарпфен на задньому плані, яку приписують нюрнберзькій школі Бартеля Бехама. Від пізньоготичного вівтаря з крилами збереглася лише центральна частина із зображенням Христа та дванадцяти апостолів, а також трьох святих постатей - святого Стефана, святої Варвари та Богоматері, оригінали яких зберігаються в колекції Штутгартського земельного музею (Landesmuseum Stuttgart). У 1988 році скульптор Йозеф Шиллер з Крумбаха виготовив точні, але не пофарбовані копії фігур святих, які були розміщені в церкві Святого Стефана.